# Chiesa di San Fiorano
La chiesetta di San Fiorano è una modesta chiesetta posta sui ronchi di Brescia, su un fronte del monte Maddalena. Fondata nel V-VI secolo su strutture preesistenti, in origine era sede di un importante monastero.

## Storia
Le sue origini si intrecciano con l’avvento del Cristianesimo a Brescia. Secondo la leggenda si decise di costruire una chiesa là dove sgorgava una fonte dedicata alla dea Flora. Altre leggende dicono che qui sarebbero stati battezzati i santi Faustino e Giovita, la fonte sarebbe scaturita in quell'occasione. Alcuni storici fanno risalire la fondazione del monastero all’epoca longobarda sulla base del ritrovamento, nel 1516, della lapide funeraria del duca longobardo Alachis I (Alahis Dux, il Signore della città di Brescia, “il quale impiegò la sua autorità in vantaggio dei sudditi, ed in procurare la pubblica felicità” ). La dipartita del duca si colloca infatti nell’anno 583 circa. Altri storici stabiliscono la nascita del monastero in tempi più remoti, nel III secolo d.C., si vuole che qui fossero sepolti i vescovi Calimero e Anatalone (poi divenuti Santi). In questo luogo si pensa che fosse seppellito il vescovo Paterio (poi santificato), prima di essere trasferito nel 1022 nel monastero di Sant'Eufemia della fonte, e poi trasferito con la sua nuova arca nel 1478 nella Chiesa cittadina di Sant'Afra.
Si fa originare il nome della chiesa al culto di santo Fiorano, diffuso in tutta Europa durante il medioevo, dall'Abbazia di San Fiorano d’Austria (a Heiligenstadt).
I primi documenti che certificano la presenza della chiesa risalgono al 1023. Nel 1173 San Fiorano viene dato in custodia alla abbadessa Richelda de Saliis che qui amministra splendidamente un convento di Monache Agostiniane e che s’imbatte nel rinvenimento delle reliquie di San Calimero (1175) durante alcuni interventi di rinnovamento del monastero. Nonostante per due secoli, sotto la guida delle Agostiniane, il monastero splenda nel suo massimo fulgore, già verso la fine del XIV secolo il convento inizia a declinare verso l’abbandono.
Un documento milanese del 1263 afferma che il vescovo di milano sant'Anatalone sarebbe stato sepolto nel monastero qui presente,  dopo essere stato vescovo di Brescia; a confermare questa tesi si ebbe il ritrovamento nel 1472 di alcune delle sue reliquie, che vennero successivamente traslate solennemente nella cattedrale della città, ove ancora oggi sono oggetto di grande venerazione.
All'inizio del 1400, padre Matteo proveniente da San Domenico di Castello a Venezia, giunto a Brescia, si installa con alcuni domenicani, cercando di far rifiorire il luogo.
Sul finire del 1438 Niccolò Piccinino, a capo delle truppe milanesi, circonda Brescia per tre mesi e da San Fiorano sferra attacchi con bombarde. Viene respinto ma la distruzione del monastero e del suo ronco è totale: le successive opere di ripristino, non porteranno più ad una completa ricostruzione del complesso. In questa occasione vengono probabilmente realizzati gli affreschi con le storie della vita di San Calimero e dei santi Faustino e Giovita riscoperti verso la metà dell’ottocento.
Nel febbraio del 1512, Gaston de Foix massacra Girolamo Negroboni e i suoi 1000 fanti accampati a San Fiorano durante la congiura organizzata da Luigi Avogadro per cacciare i francesi dalla città e ricondurla sotto il dominio di Venezia. Nel sacco di Brescia i francesi conquistano e distruggono il monastero. Nel 1516, viene coinvolto, insieme a tutti gli altri conventi extraurbani, nelle sistematiche distruzioni della spianata veneta voluta dalla Repubblica di Venezia con lo scopo di rafforzare le difese della città. La Serenissima stanzia un indennizzo di 500 ducati per ciascun convento distrutto mentre papa Leone X dispone che tutte le reliquie vengano trasferite in San Clemente in attesa di ripristinare il convento di San Fiorano.
Sul ronco devastato resiste ancora una piccola cappella su questi resti, a circa un secolo dalla distruzione, padre Floriano Canali dei Canonici Regolari di San Giovanni, a spese del Comune, fa ricostruire una piccola chiesa assorbendo i ruderi del vecchio convento. Così nasce l’edificio che si è conservato fino ad oggi: il piccolo santuario non subirà grandi trasformazioni né subirà le scorribande di don Pietro Boifava, stanziatosi qui, a San Gottardo e ai Medaglioni, in attesa di entrare in città durante le X giornate.
Il 23 dicembre 1837, Angelo Bonomini, con un lascito all'ospedale Maggiore di Brescia, chiede di costruire un tempietto funerario sul ronco retrostante San Fiorano, i lavori iniziano ma la struttura non svolgerà mai il suo ruolo funerario, diviene il celebre tempietto neogotico "Tomba del Cane" realizzato nel 1855 da Rodolfo Vantini.
Nel 1934 don Beniamino Zamboni fa restaurare e decorare la chiesa. Poco tempo dopo, nel 1935, la chiesa e i terreni annessi vengono venduti dall'allora proprietaria Eloisa Pasquali Pressi al Comune di Brescia. La nuova situazione non modifica il ruolo del cappellano che diventa Parroco della nuova Parrocchia di San Gottardo.
Contemporaneamente, i lavori di costruzione per la strada Panoramica iniziati nel 1932 si arrestano proprio a San Fiorano, sulla soglia del cancello oltre il quale si estendono i terreni di proprietà dell’Ospedale Maggiore (e la tomba del Bonomini) acquisite dopo il lascito del Bonomini. Solo nel 1950, quando la Società Funivie della Maddalena Spa e la società Immobili Urbani Rustici sollecitano la progressione dei lavori, la strada riprende ad avanzare e la chiesa si assesta sul suo lato destro, là dove la troviamo oggi.
Don Enrico Bonazza nel 1968 e poi il parroco Arnaldo Morandi nel 2003 predispongono nuovi lavori di restauro per ripristinare sia la chiesetta sia la tomba del Bonomini.

## Descrizione

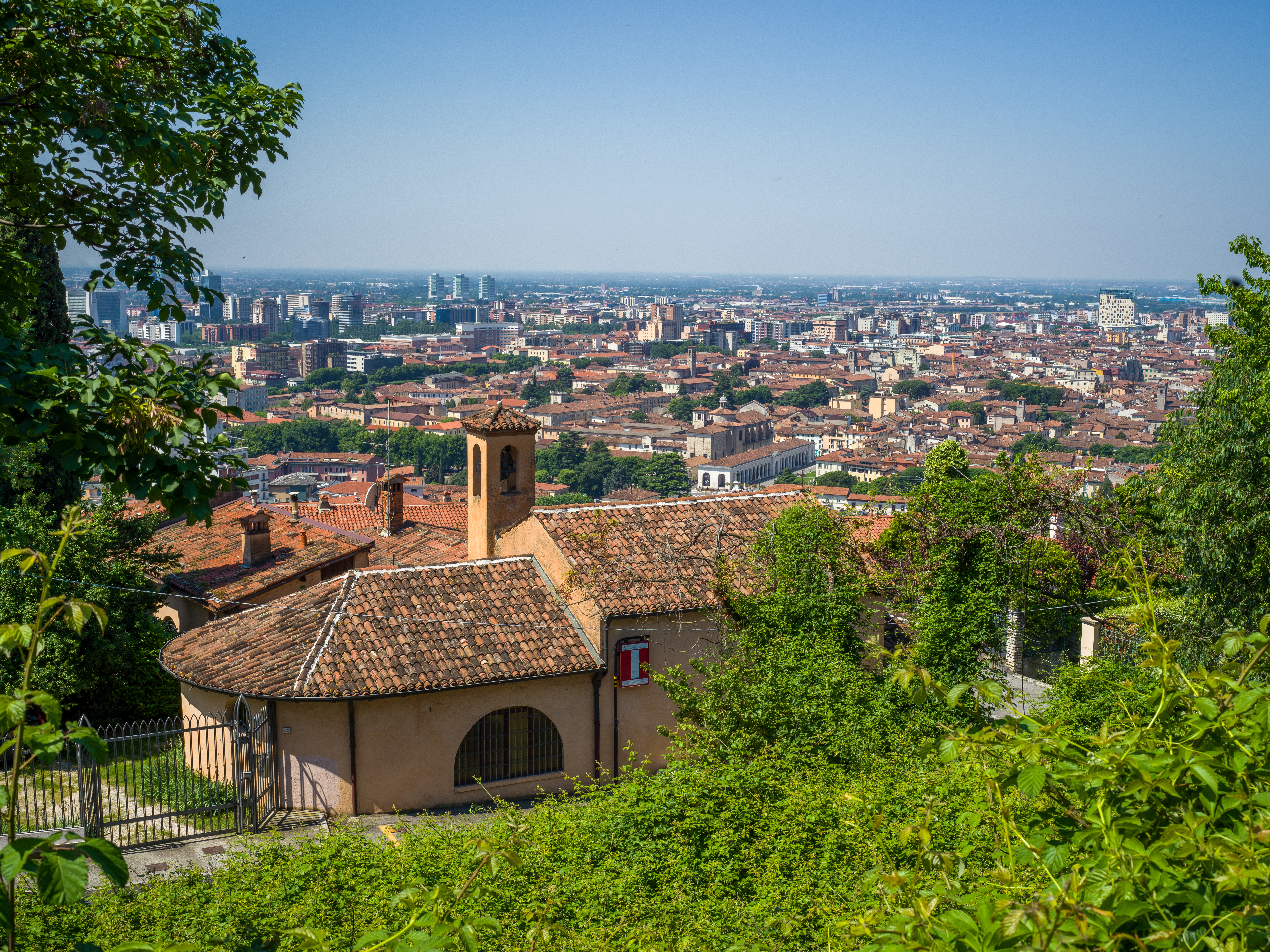
La chiesa sopra Brescia

La chiesa ha aula unica, si presenta con struttura a capanna, anticipata da un porticato sorretto da quattro pilastri; oltre al portale d'ingresso centrale, affiancato da due finestre rettangolari è presente un rosone centrale nella parte alta. La pianta è quadrangolare con tetto a vista in legno, mentre il presbiterio è separato da un gradino dal resto dell'aula e da colonnette in pietra che sorreggono l'arco santo, mentre sul fondo si chiude in un'abside semicircolare che è fiancheggiata per tutta lunghezza da stretti matronei ai quali è collegata da contigui passaggi ad arco pieno.